# Tergraatbeek

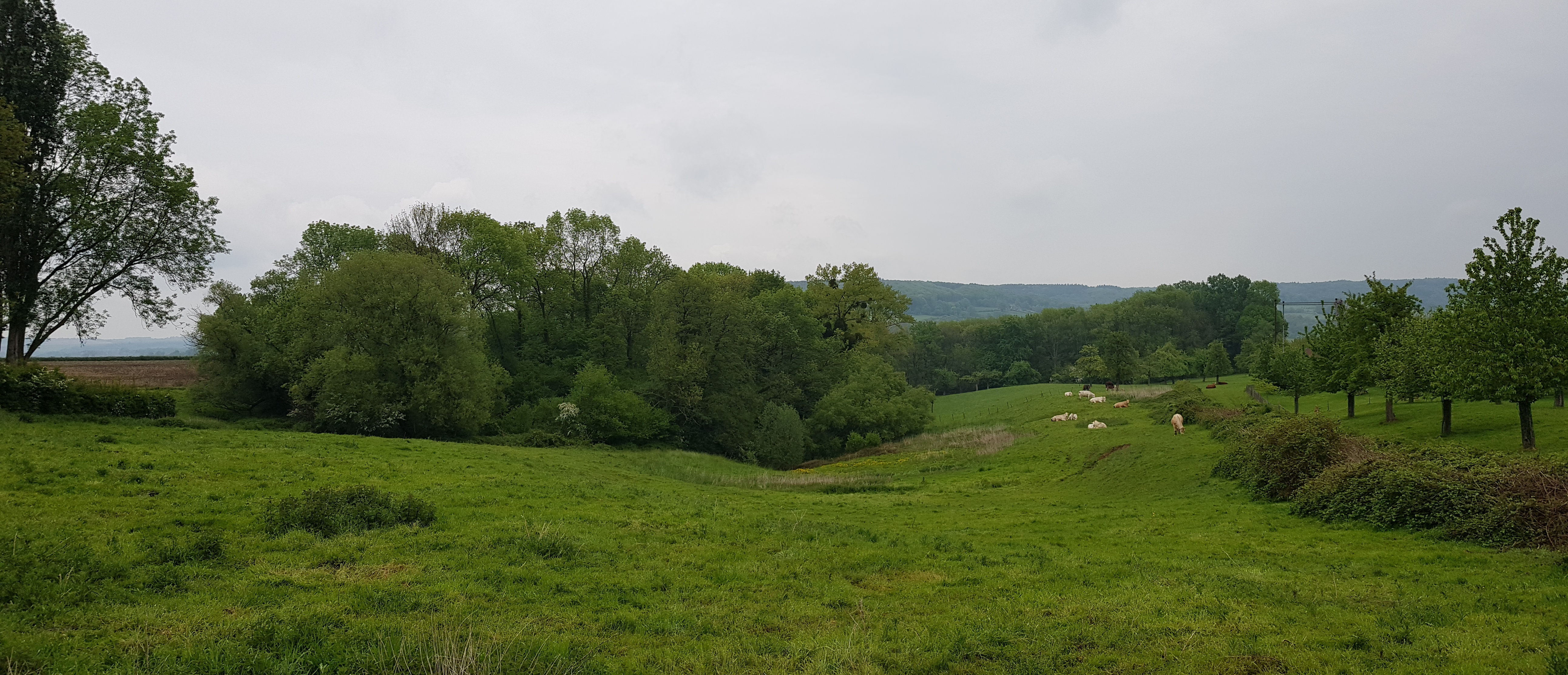
Tergraatbeek bij Kuttingen

De Tergraatbeek is een beek in Nederlands Zuid-Limburg in de gemeente Gulpen-Wittem. De beek ligt ten zuiden van Epen op de linkeroever van de Geul.
Vlak bij de monding van de beek ligt de Heimansgroeve.

## Ligging
De beek ontspringt ten noorden van buurtschap Kuttingen in een bosgebiedje op de oostelijke helling van een heuvelrug (tussen het dal van de Terzieterbeek en het Geuldal). Vanaf de bron loopt de beek in noordoostelijke richting en passeert daarbij Camping 't Zinkviooltje. Ten oosten van deze camping mondt de beek na ongeveer 700 meter tussen de Belleterbeek en de Lousbergbeek uit in de Geul.